# Купишкіс
Купишкіс (лит. Kupiškis) — місто на північному сході  Литви, в  Паневезькому повіті, центр  однойменного району.
Купішкіс розташований на залізничній лінії Паневежис — Даугавпілс.

## Географія
Розташований за 44 км від повітового центру Паневежису. За околицями міста протікає річка Леву, притока  Муси; центр Купішкіс розташований на її притоці Купе, від якої і походить назва міста.

## Історія
Місто вперше згадується в надійних джерелах під 1529 роком, хоча цілком імовірно, що ця місцевість була заселена вже раніше. У 1616 році тут була побудована церква. З 1657 року місто управлялося сімейством  Тізенгаузенів, з 1771 року —  Чарторийськими, з 1812 року — графом Міхалом Тишкевичем. Зростання міста в XIX столітті пов'язане з будівництвом залізниці. Права міста з 1791 року.
У 1941 році було знищено все єврейське населення міста, близько 800 осіб.

## Населення
| Динаміка населення з 1765 по 2017 |          |          |          |      |          |          |          |      |
| 1765                              | 1822     | 1833     | 1839     | 1842 | 1858     | 1860     | 1865     | 1883 |
| 760                               | 5809     | 1032     | 759      | 2715 | 2173     | 3200     | 1617     | 3200 |
| 1892                              | 1897пер. | 1906     | 1912     | 1915 | 1923пер. | 1935     | 1938     | 1939 |
| 3752                              | 3742     | 3910     | 4334     | 4399 | 2672     | 2924     | 2830     | 3296 |
| 1942пер.                          | 1956     | 1959пер. | 1970пер. | 1974 | 1976     | 1979пер. | 1989пер. | 1990 |
| 2114                              | 4127     | 4127     | 4876     | 5300 | 6000     | 6539     | 8786     | 9101 |
| 1993                              | 1998     | 2000     | 2001пер. | 2006 | 2007     | 2009     | 2011пер. | 2017 |
| 9292                              | 9175     | 8715     | 8451     | 8169 | 8165     | 7951     | 7206     | 6344 |
| Гістограма динаміки населення     |          |          |          |      |          |          |          |      |

## Цікаві
У місті розташовані етнографічний музей, католицька церква Тіла Христового (1914) і культурний центр. З 1946 року виходить газета «Kupiškėnų mintys».

## Відомі люди
- Вітаутас Рудокас (лит. Vytautas Rudokas; нар. 13 лютого 1928, Норюнай, Литва — пом. 13 липня 2006, Купишкіс) — литовський поет, журналіст та перекладач.

### Уродженці
- Ґедімінас Йокубоніс (1927—2006) — литовський скульптор.